# Старое Узкое
Старое Узкое — деревня в Дубровском районе Брянской области, в составе Сещинского сельского поселения. Расположена в 6 км к северо-западу от посёлка Сеща, у железнодорожной линии Брянск—Рославль. Население — 1 человек (2010).

## История
Упоминается с XVII века (под названием Узкая) в составе Вороницкой волости Брянского уезда; с 1776 по 1929 год в Рославльском уезде Смоленской губернии (также – сельцо); с 1861 года — в составе Радичской волости, с 1924 в Сещенской волости. С 1929 в Дубровском районе; до 1959 года — центр Узщанского сельсовета.
| Годы      | 1859 | 1904 | 1979 | 1989 | 2002 | 2010 |
| --------- | ---- | ---- | ---- | ---- | ---- | ---- |
| Население | 237  | 108  | 59   | 8    | 0    | 1    |